# Giustizia (Biagio d'Antonio)
La Giustizia è un dipinto a tempera su tavola (131x87 cm) di Biagio d'Antonio, databile al 1490 circa e conservato nella Galleria degli Uffizi a Firenze.

## Storia e descrizione
L'opera proviene dall'Arte dei Vinattieri di cui si vedono due stemmi agli angoli in basso: gli altri due in lato sono invece rispettivamente la Croce del Popolo e il giglio di Firenze, che confermano la destinazione dell'opera a un ente pubblico.
L'attribuzione ha registrato varie incertezze: nell'inventario del 1880 è ricordata come opera anonima, mentre nel 1890 venne assegnato ad Antonio del Pollaiolo, per alcune analogie con la serie delle Virtù del Tribunale della Mercanzia, pure agli Uffizi.
La Giustizia è raffigurata seduta su un trono di nubi, con un piede sul globo terrestre e in mano la spada e la bilancia, suoi attributi tipici. La figura mostra una certa monumentalità data dal volume del panneggio sulle gambe piegate e divaricate, ripreso dalle tavole del Pollaiolo.